# Brugnera
Brugnera é uma comuna italiana da região do Friuli-Venezia Giulia, província de Pordenone, com cerca de 8.536 habitantes. Estende-se por uma área de 29 km², tendo uma densidade populacional de 294 hab/km². Faz fronteira com Fontanafredda, Gaiarine (TV), Porcia, Portobuffolé (TV), Prata di Pordenone, Sacile.

## Demografia
| Variação demográfica do município entre 1861 e 2011                               |
|                                                                                   |
| Fonte: Istituto Nazionale di Statistica (ISTAT) - Elaboração gráfica da Wikipedia |